# 내각 수상
내각 수상(內閣首相, President of the Council of Ministers)은 내각책임제를 실시하는 일부 사회주의 국가들의 정부수반들에게 쓰이는 직함으로, 통상 '수상(首相, Premier)'으로 지칭된다.
이 직함으로 유명한 인물들은 김일성, 허를러깅 처이발상, 훈 센 등이 있다.

## 내각 수상 목록
- 조선민주주의인민공화국 내각 수상
- 독일민주주의공화국 내각 수상
- 루마니아 사회주의 공화국 내각 수상
- 쿠바 공화국 내각 수상
- 몽골 인민 공화국 내각 수상
- 베트남 사회주의 공화국 내각 수상
- 캄푸치아 인민 공화국 내각 수상